# Großballhausen
Großballhausen ist ein Ortsteil der Gemeinde Ballhausen im Unstrut-Hainich-Kreis in Thüringen.

## Geografie
Großballhausen liegt am Nordrand der Unstrutniederung in der Mitte des Thüringer Beckens östlich von Bad Tennstedt. Sowohl Großballhausen als auch das benachbarte Kleinballhausen befinden sich an der Landesstraße 3176 dicht nebeneinander als Nachbarortsteile.

## Geschichte
Zwischen 780 und 802 erfolgte die erste urkundliche Erwähnung von Großballhausen. Man geht davon aus, dass es in Großballhausen zwei Burgen gab, und zwar an der Stelle des Grünen oder Roten Hofes innerhalb der Ortslage.
Im Ort bestand das erstmals 1306 erwähnte Kloster Großballhausen des Zisterzienserordens. Dieses wurde jedoch bereits 1326 nach Großfurra verlegt.
Diese beiden Ortsteile lagen an einer bedeutsamen Altstraße über die Hainleite, die durch das Geratal von Arnstadt nach hier und weiter führte. 1110 nannte man einen Heselin von Ballhausen. Er war Angehöriger des Adelsgeschlechts. 1170 traten Namen der Herren von Ballhausen in einer kaiserlichen Urkunde auf. Die Herren von Ballhausen vertraten wohl die Interessen des Kaisers Friedrich I. Die Herren von Klettenberg gingen aus dieser Linie hervor. Der Ort  gehörte bis 1815  zum kursächsischen Amt Weißensee. Durch die Beschlüsse des Wiener Kongresses kam er zu Preußen und wurde 1816 dem Landkreis Weißensee im Regierungsbezirk Erfurt der Provinz Sachsen zugeteilt, zu dem er bis 1944 gehörte.
Bis zur Bodenreform gab es in Großballhausen zwei Güter, Grüner und Roter Hof genannt. Diese gehörten zuletzt der spät nobilitierten Familie der Freiherren Lucius von Ballhausen, welche ursprünglich aus Erfurt stammte. Vertreter auf dem Grünen Hof waren Tankred Lucius von Ballhausen (1909–1943) und sein nächst jüngerer Bruder Leutnant d. R. Dietrich Lucius von Ballhausen (1911–1941). Der Gesandte Hellmuth Lucius von Ballhausen (1869–1935), Bruder des Juristen Otto Lucius von Ballhausen, betreute den Roten Hof Großballhausen. Die Güter wurden durch Verfügung der sowjetischen Besatzungsmacht enteignet und der Landbesitz auf Umsiedler und landarme Bauern aufgeteilt. Am 1. Juli 1950 wurde die Gemeinde Groß Ballhausen mit dem benachbarten Klein Ballhausen (jeweils in der damaligen Schreibweise) zur neuen Gemeinde Ballhausen vereinigt.

## Sehenswürdigkeiten
- Dorfkirche St. Vitus
- Pfarrhaus
- Burgstelle Roter Hof

## Persönlichkeiten
- Ernst Christoph Burghard Magen (* 1743 in Großballhausen, † 27. Juli 1807), geistlicher Dichter